# Banda i Wanda (album)
Banda i Wanda – pierwszy album grupy Wanda i Banda, wydany w 1984 nakładem wydawnictwa Polskie Nagrania.

## Lista utworów
źródło:.
Strona A
1. „Fabryka marzeń” (muz. W. Kwietniewska / P. Starzyński / sł. A. Jarek) – 3:46
2. „Cała biała” (muz. M. Raduli / sł. A. Jarek) – 2:38
3. „Stylowe ramy” (muz. W. Kwietniewska / P. Starzyński / sł. J. Owicz) – 3:46
4. „6.22” (muz. W. Kwietniewska / sł. M. Wojtaszewska) – 2:52
5. „Chcę zapomnieć” (muz. W. Kwietniewska / sł. M. Wojtaszewska) – 4:05
6. „Nie będę Julią” (muz. W. Trzciński / sł. M. Wojtaszewska) – 3:40

Strona B
1. „Bilet na dno” (muz. M. Raduli / sł. A. Sobczak) – 2:51
2. „Zgrywa” (muz. Z. Matecki / sł. A. Jarek) – 3:29
3. „Poczta pantoflowa” (muz. W. Kwietniewska / P. Starzyński / sł. J. Skubikowski) – 2:59
4. „Do szpiku kości” (muz. M. Raduli / sł. A. Sobczak) – 5:05
5. „Hi-Fi” (muz. W. Trzciński / sł. A. Sobczak) – 4:35

## Listy przebojów
| Data premiery    | Tytuł          | Pozycje | Pozycje |
| Data premiery    | Tytuł          | LP3     | PR1     |
| ---------------- | -------------- | ------- | ------- |
| styczeń 1983     | Fabryka marzeń | 21      | 8       |
| marzec 1983      | Cała biała     | 20      | -       |
| kwiecień 1983    | Stylowe ramy   | 17      | 8       |
| lipiec 1983      | Nie będę Julią | 19      | 3       |
| lipiec 1983      | Hi-Fi          | 14      | 1       |
| październik 1983 | 6.22           | -       | 3       |
| listopad 1983    | Chcę zapomnieć | 13      | 4       |

## Twórcy
źródło:.
- Wanda Kwietniewska – śpiew
- Marek Raduli – gitara
- Jacek Krzaklewski – gitara
- Henryk Baran – gitara basowa
- Andrzej Tylec – perkusja

Personel
- Asystent – Halina Jarczyk (1-5, 7-10)
- Foto – J. Kulm
- Projekt graficzny – V & BG
- Operator dźwięku – Aleksander Galas (1-5, 7-10), Przemysław Kućko (6, 11)
- Reżyser nagrania – Piotr Madziar (6, 11), Jacek Mastykarz (1-5, 7-10)

## Wydania
- LP Polskie Nagrania „Muza”; SX 2190 – 1984
- MC Polskie Nagrania „Muza”; CK-436 – 1984